# Jedlicze (gromada)
Jedlicze (od 1 I 1959 Żarnowiec) – dawna gromada, czyli najmniejsza jednostka podziału terytorialnego Polskiej Rzeczypospolitej Ludowej w latach 1954–1972.
Gromady, z gromadzkimi radami narodowymi (GRN) jako organami władzy najniższego stopnia na wsi, funkcjonowały od reformy reorganizującej administrację wiejską przeprowadzonej jesienią 1954 do momentu ich zniesienia z dniem 1 stycznia 1973, tym samym wypierając organizację gminną w latach 1954–1972.
Gromadę Jedlicze z siedzibą GRN w Jedliczu (wówczas wsi) utworzono – jako jedną z 8759 gromad na obszarze Polski – w powiecie krośnieńskim w woj. rzeszowskim na mocy uchwały nr 24/54 WRN w Rzeszowie z dnia 5 października 1954. W skład jednostki weszły obszary dotychczasowych gromad Jedlicze, Borek, Długie, Dobieszyn, Męcinka i Żarnowiec ze zniesionej gminy Jedlicze w powiecie krośnieńskim oraz część obszaru dotychczasowej gromady Brzezówka o powierzchni 16,5 ha ze zniesionej gminy Tarnowiec w powiecie jasielskim w tymże województwie. Dla gromady ustalono 27 członków gromadzkiej rady narodowej.
1 stycznia 1959 z gromady Jedlicze wyłączono miejscowości Jedlicze, Borek i Męcinka, tworząc z nich osiedle Jedlicze w tymże powiecie, po czym gromadę Jedlicze zniesiono przez przeniesienie siedziby GRN z Jedlicza do Żarnowca i zmianę nazwy jednostki na gromada Żarnowiec, w której skład weszły wsie Żarnowiec, Długie i Dobieszyn.
1 stycznia 1973 w powiecie krośnieńskim reaktywowano zniesioną w 1954 roku gminę Jedlicze.